# Озёрное сельское поселение (Челябинская область)
Озёрное се́льское поселе́ние — муниципальное образование в Красноармейском районе Челябинской области Российской Федерации. В рамках административно-территориального устройства муниципальное образование  соответствует административно-территориальной единице Озёрный сельсовет.
Административный центр — посёлок Петровский.

## История
Статус и границы сельского поселения установлены Законом Челябинской области от 9 июля 2004 года № 243-ЗО «О статусе и границах Красноармейского муниципального района и сельских поселений в его составе»

## Население
| 2002  | 2008  | 2010  | 2011  | 2012  | 2013  | 2014  |
| ----- | ----- | ----- | ----- | ----- | ----- | ----- |
| 2181  | ↗2321 | ↗2373 | ↗2381 | ↗2465 | ↗2531 | ↗2585 |
| 2015  | 2016  | 2017  | 2018  | 2019  | 2020  | 2021  |
| ↘2544 | ↗2631 | ↗2742 | ↗2769 | ↗2794 | ↗2858 | ↗4238 |
| 2023  |       |       |       |       |       |       |
| ↗4487 |       |       |       |       |       |       |

## Состав сельского поселения
| № | Населённый пункт | Тип населённого пункта          | Население |
| - | ---------------- | ------------------------------- | --------- |
| 1 | Озёрный          | посёлок                         | ↘315      |
| 2 | Петровский       | посёлок, административный центр | ↗1735     |
| 3 | Степной          | посёлок                         | →0        |
| 4 | Сычёво           | деревня                         | ↘291      |
| 5 | Чурилово         | деревня                         | ↘32       |